# Стівен О'Доннелл (футболіст, 1992)
Стівен О'Доннелл (англ. Stephen O'Donnell; нар. 11 травня 1992, Абердин) — шотландський футболіст, правий захисник клубу «Мотервелл» та національної збірної Шотландії.

## Клубна кар'єра
Народився 11 травня 1992 року в місті Абердин. Вихованець юнацьких команд футбольних клубів «Абердин» та «Селтік», але так за них і не дебютував на дорослому рівні, покинувши «кельтів» 2011 року.
У дорослому футболі дебютував у вересні 2011 року виступами за команду другого дивізіону «Партік Тісл», в якій провів чотири сезони, взявши участь у 121 матчі чемпіонату. Більшість часу, проведеного у складі «Партік Тісл», був основним гравцем команди і за підсумками сезону 2012/13 виграв Перший дивізіон так вийшов до Прем'єршипу, а також став фіналістом Шотландського кубка виклику.
22 червня 2015 року О'Доннелл у статусі вільного агента перейшов у англійський «Лутон Таун», що виступав у Другій лізі, четвертому за рівнем дивізіоні Англії. Відіграв за команду з Лутона наступні два сезони своєї ігрової кар'єри. Граючи у складі «Лутон Тауна» також здебільшого виходив на поле в основному складі команди і по завершенні угоди влітку 2017 року покинув команду.
4 липня 2017 року О'Доннелл уклав контракт з клубом вищого дивізіону Шотландії «Кілмарноком», у складі якого провів наступні три роки своєї кар'єри гравця. Тренерським штабом нового клубу також розглядався як гравець «основи». Захисник відхилив новий контракт з «Кілмарноком» наприкінці сезону 2019/20 і покинув клуб по його завершенню.
13 серпня 2020 року Стівен став гравцем «Мотервелла». Станом на 28 березня 2021 року відіграв за команду з Мотервелла 29 матчів в національному чемпіонаті.

## Виступи за збірні
6 лютого 2013 року О'Доннелл зіграв свій єдиний матч у складі молодіжної збірної Шотландії в товариській грі проти однолітків з Греції (1:1).
29 травня 2018 року дебютував в офіційних матчах у складі національної збірної Шотландії в товариській грі проти Перу (0:2).
У травні 2021 року О'Доннелл був включений до заявки збірної на чемпіонат Європи 2020 року
| Дата       | Місто      | Господарі  | Результат               | Гості      | Турнір                               | Голи | Примітки |
| ---------- | ---------- | ---------- | ----------------------- | ---------- | ------------------------------------ | ---- | -------- |
| 30-5-2018  | Ліма       | Перу       | 2 – 0                   | Шотландія  | товариський матч                     | -    |          |
| 3-6-2018   | Мехіко     | Мексика    | 1 – 0                   | Шотландія  | товариський матч                     | -    | 46'      |
| 7-9-2018   | Глазго     | Шотландія  | 0 – 4                   | Бельгія    | товариський матч                     | -    | 68'      |
| 10-9-2018  | Глазго     | Шотландія  | 2 – 0                   | Албанія    | Ліга націй УЄФА 2018-2019 - 1-й етап | -    |          |
| 11-10-2018 | Хайфа      | Ізраїль    | 2 – 1                   | Шотландія  | Ліга націй УЄФА 2018-2019 - 1-й етап | -    |          |
| 14-10-2018 | Лондон     | Шотландія  | 1 – 3                   | Португалія | товариський матч                     | -    |          |
| 24-3-2019  | Серравалле | Сан-Марино | 0 – 2                   | Шотландія  | Відбір до ЧЄ 2020                    | -    |          |
| 8-6-2019   | Глазго     | Шотландія  | 2 – 1                   | Кіпр       | Відбір до ЧЄ 2020                    | -    |          |
| 11-6-2019  | Брюссель   | Бельгія    | 3 – 0                   | Шотландія  | Відбір до ЧЄ 2020                    | -    |          |
| 6-9-2019   | Глазго     | Шотландія  | 1 – 2                   | Росія      | Відбір до ЧЄ 2020                    | -    | 59' (аг) |
| 9-9-2019   | Глазго     | Шотландія  | 0 – 4                   | Бельгія    | Відбір до ЧЄ 2020                    | -    | 59'      |
| 8-10-2020  | Глазго     | Шотландія  | 0 – 0 д.ч. (5 – 3 п.п.) | Ізраїль    | Відбір до ЧЄ 2020                    | -    | 113'     |
| 11-10-2020 | Глазго     | Шотландія  | 1 – 0                   | Словаччина | Ліга націй УЄФА 2020-2021 - 1-й етап | -    |          |
| 14-10-2020 | Глазго     | Шотландія  | 1 – 0                   | Чехія      | Ліга націй УЄФА 2020-2021 - 1-й етап | -    |          |
| 12-11-2020 | Белград    | Сербія     | 1 – 1 д.ч. (4 – 5 п.п.) | Шотландія  | Відбір до ЧЄ 2020                    | -    | 118'     |
| 18-11-2020 | Нетанья    | Ізраїль    | 1 – 0                   | Шотландія  | Ліга націй УЄФА 2020-2021 - 1-й етап | -    |          |
| 25-3-2021  | Глазго     | Шотландія  | 2 – 2                   | Австрія    | Відбір до ЧС 2022                    | -    | 82'      |
| 28-3-2021  | Тель-Авів  | Ізраїль    | 1 – 1                   | Шотландія  | Відбір до ЧС 2022                    | -    |          |
| Усього     |            | Матчів     | 18                      |            | Голів                                | 0    |          |